# Ktészibiosz
Ktészibiosz (i. e. 3. század) görög matematikus, feltaláló.
Aszkrából (Vitruvius szerint Alexandriából) származott, II. Ptolemaiosz Philadelphosz és III. Ptolemaiosz Euergetész uralkodásának idején élt. „Apomnémata” címen egy munkát írt, amelyben többek közt leírta azt a gépet, amelynek segítségével ostromlétrák használata nélkül is fel lehet jutni a városfalakon. Több olyan gépet is feltalált, amelynek szerkezete a víznyomáson alapult; víziorgonákat, automatákat, mechanikus és vízórákat (klepszidrákat) szerkesztett. Szivattyúja nem sok eltérést mutat a még most is használatban levőktől. Műszereiben fogaskerekeket alkalmazott. A bizánci Philon neki tulajdonítja a szélpuska feltalálását is. Marcus Vitruvius Pollio sokat merített a munkáiból.